# USS Brown (DD-546)
USS Brown (DD-546) là một tàu khu trục lớp Fletcher được Hải quân Hoa Kỳ chế tạo trong Chiến tranh Thế giới thứ hai. Nó là chiếc tàu chiến duy nhất của Hải quân Mỹ được đặt theo tên George Brown, thủy thủ phục vụ trên chiếc USS Intrepid trong cuộc đột kích cảng Tripoli để đánh chìm chiếc USS Philadelphia bị bắt giữ trong cuộc Chiến tranh Barbary thứ nhất. Nó hoạt động cho đến hết Thế Chiến II, xuất biên chế năm 1946 nhưng lại cho nhập biên chế trở lại năm 1950 để phục vụ trong Chiến tranh Triều Tiên; tiếp tục hoạt động cho đến năm 1962, khi nó được chuyển Hy Lạp và hoạt động như là chiếc HNS Navarino (D63) cho đến năm 1981. Brown được tặng thưởng danh hiệu Đơn vị Tưởng thưởng Hải quân cùng mười ba Ngôi sao Chiến trận trong Thế Chiến II, và thêm hai Ngôi sao Chiến trận khác khi phục vụ tại Triều Tiên.

## Thiết kế và chế tạo
Brown được đặt lườn tại xưởng tàu của hãng Bethlehem Shipbuilding Corporation ở San Pedro, California vào ngày 27 tháng 6 năm 1942. Nó được hạ thủy vào ngày 21 tháng 2 năm 1943; được đỡ đầu bởi bà Claude O. Kell; và nhập biên chế vào ngày 10 tháng 7 năm 1943 dưới quyền chỉ huy của Hạm trưởng, Thiếu tá Hải quân Thomas H. Copeman.

## Lịch sử hoạt động
Brown khởi hành rời Trân Châu Cảng vào ngày 10 tháng 11 năm 1943 cùng Lực lượng Đặc nhiệm 50 để tiến ra tiền phương. Trong suốt thời gian hoạt động tại Mặt trận Thái Bình Dương trong Thế Chiến II, nó chủ yếu hộ tống cho các tàu sân bay trong các chiến dịch: đổ bộ lên quần đảo Gilbert từ ngày 21 tháng 11 đến ngày 6 tháng 12; không kích Kavieng, New Ireland từ ngày 25 tháng 12 năm 1943 đến ngày 4 tháng 1 năm 1944; không kích quần đảo Marshall từ ngày 29 tháng 1 đến ngày 7 tháng 2; Chiến dịch Hailstone, cuộc tấn công Truk trong các ngày 16 và 17 tháng 2; bắn phá khu vực Palau-Yap-Woleai từ ngày 30 tháng 3 đến ngày 2 tháng 4; chiếm đóng Hollandia, New Guinea từ ngày đến ngày 21 tháng 4, 28 tháng 4; không kích Truk vào ngày 29 tháng 4; bắn phá Satawan vào ngày 30 tháng 4; bắn phá Ponape vào ngày 1 tháng 5; bắn phá đảo Marcus trong các ngày 19 và 20 tháng 5; bắn phá đảo Wake vào ngày 23 tháng 5; hỗ trợ cho đổ bộ lên Saipan từ ngày 11 đến ngày 24 tháng 6; tham gia Trận chiến biển Philippine trong các ngày 19-20 tháng 6, nơi nó giải cứu bốn phi công bị rơi xuống biển; và bắn phá Iwo Jima vào ngày 4 tháng 7.
Nó còn tham gia các cuộc tấn công lên Guam và Tinian từ ngày 12 tháng 7 đến ngày 6 tháng 8; bắn phá Yap từ ngày 26 đến ngày 28 tháng 7; bắn phá Chichi Jima trong các ngày 4 và 5 tháng 8; không kích lên Palau, Mindanao, Talaud và Morotai nhằm hỗ trợ cho việc chiếm đóng phía Nam Palau và Ulithi từ ngày 6 đến ngày 15 tháng 9; bắn phá Luzon và Visayas từ ngày 21 đến ngày 24 tháng 9; không kích Okinawa, Đài Loan và Luzon từ ngày 10 đến ngày 19 tháng 10; tham gia trận Hải chiến vịnh Leyte vào ngày 26 tháng 10; không kích Manila và Visayas vào ngày 6 tháng 11; và không kích xuống khu vực Bắc và Trung Philippines để hỗ trợ cho việc để bộ lên đảo Mindoro trong các ngày 15 và 16 tháng 12.
Lực lượng Đặc nhiệm 58 bị mắc kẹt trong một cơn bão trong các ngày 17 và 18 tháng 12, nên kế hoạch không kích lên Luzon bị hủy bỏ để tìm kiếm những người sống sót từ ba chiếc tàu khu trục bị đắm trong cơn bão. Vào ngày 21 tháng 12, đã vớt 18 người sống sót từ tàu khu trục Hull cùng sáu người khác từ chiếc Monaghan. Nó sau đó đi đến Ulithi và được lệnh quay trở về Seattle, Washington để đại tu.
Công việc hoàn tất vào ngày 1 tháng 3 năm 1945, và Brown sẵn sàng ra khơi. Sau một chặng dừng ngắn tại Trân Châu Cảng, nó hướng sang phía Tây để tham gia trận Okinawa từ ngày 1 tháng 4 đến ngày 30 tháng 6, nơi nó được tặng thưởng danh hiệu Đơn vị Tưởng thưởng Hải quân khi phục vụ như một tàu cột mốc radar canh phòng. Các chiến dịch không kích của Đệ Tam hạm đội xuống chính quốc Nhật Bản được tiếp nối từ ngày 30 tháng 6 đến ngày 15 tháng 7, và sau đó là các hoạt động quét mìn ở khu vực Tây Nam Okinawa.
Sau khi Nhật Bản đầu hàng, Brown phục vụ cùng lực lượng chiếm đóng tại Nhật Bản cho đến ngày 28 tháng 10, khi nó lên đường quay trở về San Diego, California, đến nơi vào ngày 17 tháng 11. Nó được cho xuất biên chế vào ngày 1 tháng 8 năm 1946 và được đưa về hạm đội dự bị tại San Diego.

### 1950 - 1962

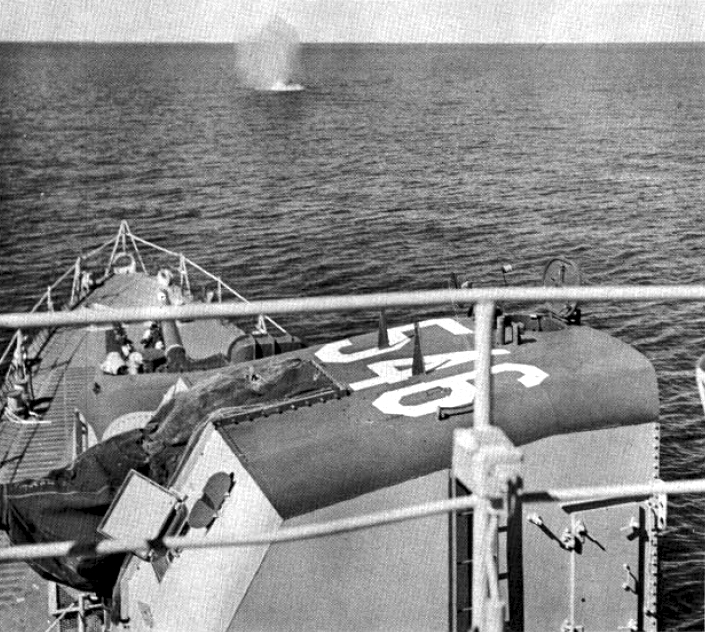
Brown dưới hỏa lực phòng thủ duyên hải Bắc Triều Tiên, khoảng năm 1951.

Brown được cho nhập biên chế trở lại vào ngày 27 tháng 10 năm 1950. Nó chạy thử máy ngoài khơi vùng bờ Tây trước khi trình diện để phục vụ cùng Tư lệnh Lực lượng Hải quân Viễn Đông vào tháng 3 năm 1951. Từ tháng 3 đến tháng 9, nó hoạt động cùng các lực lượng đặc nhiệm 77 và 95, và đã hai lần tham gia cuộc phong tỏa cảng Wonsan; con tàu quay trở về California vào tháng 10. Lượt phục vụ thứ hai của nó tại Viễn Đông diễn ra từ tháng 7 năm 1952 đến tháng 1 năm 1953, khi nó tham gia tuần tra eo biển Đài Loan. Chiếc tàu khu trục còn được bố trí bốn lượt phục vụ khác tại Tây Thái Bình Dương, xen kẻ với hoạt động tại vùng bờ Tây, cho đến khi được cho xuất biên chế lần sau cùng vào ngày 9 tháng 2 năm 1962.

### HNSNavarino(D63)
Chiếc tàu khu trục được chuyển cho chính phủ Hy Lạp vào ngày 27 tháng 9 năm 1962. Nó phục vụ cùng Hải quân Hy Lạp như là chiếc HMS Navarino (D63) cho đến khi ngừng hoạt động và bị tháo dỡ năm 1981.

## Phần thưởng
Brown được tặng thưởng danh hiệu Đơn vị Tưởng thưởng Hải quân cùng mười ba Ngôi sao Chiến trận do thành tích phục vụ trong Thế Chiến II; nó còn được tặng thêm hai Ngôi sao Chiến trận khác khi phục vụ trong Chiến tranh Triều Tiên.